# McNally Peak
Der McNally Peak ist ein 2570 m hoher Berg im westantarktischen Marie-Byrd-Land. Im Königin-Maud-Gebirge ragt er 5,5 km westlich des Mount Farley nahe er Südostseite des Holdsworth-Gletschers auf.
Das Advisory Committee on Antarctic Names benannte ihn 1967 nach Commander Joseph J. McNally von der United States Navy, Versorgungsoffizier der McMurdo-Station im antarktischen Winter 1959 und Mitglied des Kommandostabs der Unterstützungseinheiten der US-Navy in Antarktika bei der Operation Deep Freeze des Jahres 1967.